# Tai Wu
Tai Wu (太戊), aussi appelé Da Wu (大戊), Tian Wu (天戊) ou Zu Wu (祖戊), de son nom personnel Zi Mi (子密). Il était le huitième roi de la dynastie Shang.

## Règne

### Un très long règne
Il est censé avoir régné pendant soixante-quinze ans, de 1649 à 1562 av. J.-C., lui donnant ainsi le plus long règne de l'histoire de la Chine. Il donnait ses ordres depuis la ville de Bo (亳). Il nomma à de hautes fonctions, c'est-à-dire à un ministère, Yi She (伊陟) et Chen Hu (臣扈).
Dans la septième année de son règne, plusieurs plantes furent découvertes et cultivées au palais. À la onzième année de son règne, il ordonna à Wu Xian (巫咸) d'aller prier à Shanchuan (山川). Dans la vingt-sixième année de son règne, la reine des Rong de l'ouest (西戎) envoya un émissaire aux Shang. Tai Wu, lui rendit la même politesse, en lui en envoyant un aussi. Dans la trente-cinquième année de son règne, il écrivit le poème appelé Yanche (寅車). Dans la cinquantième-huitième année de son règne, il fit ériger la cité de Pugu (蒲姑).
Dans la soixante et unième année de son règne, les neuf Barbares de l'Est (東九夷) envoyèrent un émissaire à Bo (亳). Il décéda dans sa soixante-quinzième année de règne.
Son fils Zhong Ding lui succéda à la tête de l'État.